# Хронологија СФРЈ и СКЈ октобар 1966.
Хронолошки преглед важнијих догађаја везаних за друштвено-политичка дешавања у Социјалистичкој Федеративној Републици Југославији (СФРЈ) и деловање Савеза комуниста Југославије (СКЈ), као и општа политичка, друштвена, спортска и културна дешавања која су се догодила у току октобра месеца 1966. године.
| ← септембар | ← септембар | ← септембар | ← септембар | ← септембар | ← септембар | ← септембар | ← септембар | ← септембар | Хронологија СФРЈ и СКЈ током 1966. године | Хронологија СФРЈ и СКЈ током 1966. године | Хронологија СФРЈ и СКЈ током 1966. године | Хронологија СФРЈ и СКЈ током 1966. године | Хронологија СФРЈ и СКЈ током 1966. године | Хронологија СФРЈ и СКЈ током 1966. године | Хронологија СФРЈ и СКЈ током 1966. године | Хронологија СФРЈ и СКЈ током 1966. године | Хронологија СФРЈ и СКЈ током 1966. године | Хронологија СФРЈ и СКЈ током 1966. године | Хронологија СФРЈ и СКЈ током 1966. године | Хронологија СФРЈ и СКЈ током 1966. године | Хронологија СФРЈ и СКЈ током 1966. године | Хронологија СФРЈ и СКЈ током 1966. године | Хронологија СФРЈ и СКЈ током 1966. године | новембар → | новембар → | новембар → | новембар → | новембар → | новембар → | новембар → |
| 1           | 2           | 3           | 4           | 5           | 6           | 7           | 8           | 9           | 10                                        | 11                                        | 12                                        | 13                                        | 14                                        | 15                                        | 16                                        | 17                                        | 18                                        | 19                                        | 20                                        | 21                                        | 22                                        | 23                                        | 24                                        | 25         | 26         | 27         | 28         | 29         | 30         | 31         |

### 3. октобар
- У посети Југославији, од 3. до 7. октобра, као гост Савезне скупштине, боравила званична делегација Јапана на челу са специјалним изаслаником председника Владе Јапана, потпредседником Либерално демократске партије Шодиро Кавашимом. Председник СФРЈ Јосип Броз Тито је 4. октобра примио јапанску делегацију, током које му је Кавашима предао позив премијера Еисаку Сатоа да посети Јапан.[1]

### 4. октобар
- У Београду одржан Пети пленум Централног комитета Савеза комуниста Југославије на коме је разматрана активност Савеза комуниста Југославије након Четврте седнице ЦК СКЈ и усвојена теза о реорганизацији Савеза комуниста, у којој је наглашено — да се Савез комуниста мора бавити основним питањима друштва и сносити одговорност за социјалистички садржај одлука које доносе радни људи и самоуправни органи, а да, при том, партијски комитети не могу и не смеју бити штабови за командовање и одлучивање, већ органи и места у којима ће се покретати идејне и политичке иницијативе. Уместо дотадашњег Извршног комитета и Секретаријата изабрано је Председништво ЦК СКЈ од 35 чланова и нови Извршни комитет ЦК СКЈ од 11 чланова, у који су изабрани млађи партијски кадрови — Роман Алберт, Срећко Бијелић, Нијаз Диздаревић, Стане Кавчич, Данило Кекић, Славко Милосавлевски, Мирослав Печујлић, Мијалко Тодоровић, Киро Хаџивасилев, Марјан Цветковић и Будислав Шошкић. Уведена је функција председника СКЈ на коју је изабран Јосип Броз Тито, дотадашњи генерални секретар СКЈ, док је за секретара Извршног комитета изабран Мијалко Тодоровић. При Централном комитету СКЈ формирано је пет комисија — Комисија за питања међународних односа и међународног радничког покрета на челу са Владимиром Поповићем, Комисија за питања друштвено-политичких односа на челу са Милошем Минићем, Комисија за питања друштвено-економских односа на челу са Сергејом Крајгером, Комисија за друштвено и идејно-политичка питања просвете, науке и културе на челу са Николом Секулићем и Комисија за питања међународних и међурепубличких односа на челу са Киром Хаџивасилевом. На истој седници, ЦК СКЈ усвојио је предлог Опуномоћства ЦК СКЈ за организацију СК у ЈНА за реорганизацију ове организације, а за новог секретара Опуномоћства именован је генерал Анте Банина. Слична реорганизација извршена је и у Централним и Покрајинским комитетима Савеза комуниста.[2][3][4][5][6][7]

### 5. октобар
- У Београду, под оптужбом за „злоупотребу” неких органа службе безбедности, ухапшени Војин Лукић, бивши савезни секретар унутрашњих послова и Животије Савић, бивши републички секретар унутрашњих послова СР Србије. Поред њих, кривични поступак је покренут против још 16 лица, међу којима су били — Селим Нумић, помоћник савезног секретара за унутрашње послове; Павле Тепина, директор Техничког института ССУП; Војислав Балџија и Станислав Павлин, помоћници директора Техничког института ССУП; Божа Арнаутовић, начелник Одељења за оперативно-техничке послове; Мирко Тривић, помоћник начелника IV управе у ССУП и др.Поступак је био покренут и против Александра Ранковића и Светислава Стефановића, али они нису хапшени. Свих 18 лица, против којих је покренут кривични поступак, помилована су од кривичног гоњења и пуштена на слободу, 9. децембра одлуком председника СФРЈ Јосипа Броза Тита.[8][9]

### 6. октобар
- У посети Југославији, од 6. до 11. октобра, на позив председника СФРЈ Јосипа Броза Тита, боравио председник Револуционарног савета и председник Савета министара Народне Демократске Републике Алжир Хуари Бумедијен. У току боравка Бумедијен је са својим сарадницима посетио Београд и СР Босну и Херцеговину и СР Словенију, где је обишао нека пољопривредна и индустријска предузећа. Разговори између Тита и Бумедијена, о актуелним међународним питањима и билатералним односима две земље, започети у Београду, настављени су 9. октобра на Брионима.[3][1][10][11][12]
- У Совјетском Савезу, од 6. до 19. октобра, на позив Совјетског комитета ратних ветерана, боравила делегација СУБНОР Југославије, коју је предводио председник Савезног одбора Ђуро Пуцар Стари, народни херој. У току боравка, вођени су разговори о међусобној сарадњи и међународним проблемима.[1]

### 7. октобар
- У Београду умро Урош Ружичић (1891—1966) лекар-педијатар, oснивач и руководилац Универзитетскe дечја клиникe у Београду и члан Српске академије наука уметности (САНУ).

### 10. октобар
- У Сарајеву одржана свечана седница Академије наука и уметности Босне и Херцеговине (АНУБиХ) на којој је председник Академије Васо Бутозан поднео Реферат о улози и задацима ове институције. Седници су присуствовали председник других академија — Грга Новак председник ЈАЗУ, Велибор Глигорић председник САНУ и други високи политички и друштвени функционери.[1]

### 11. октобар
- У Београду одржан Девети пленум Централног комитета Савеза омладине Југославије на коме је разматрана улога Савеза омладине у развоју непосредног самоуправљања.[1]

### 12. октобар
- У Приштини одржан Седми пленум Покрајинског комитета Савеза комуниста Србије за Косово и Метохију на коме је расправљано о активности Савеза комуниста на Косову и Метохији на спровођењу одлука Четвртог пленума ЦК СКЈ и наредним задацима. На пленуму је размотрен извештај комисије Секретаријата Покрајинског комитета о сагледавању одговорности Покрајинског комитета и лица који су радила у органима државне безбедности у Аутономној Покрајини Косово и Метохија.[1]

### 13. октобар
- У Београду одржана седница Савезног и Привредног већа Савезне скупштине на којој је поднет експозе о спровођењу привредне реформе и економске политике у 1967. години. На истој седници за председника Савезног већа Савезне скупштине изабран је Милош Минић, уместо дотадашњег председника Мијалка Тодоровића, који је именован за секретара Извршног комитета ЦК СКЈ.[13][1]

### 17. октобар
- У Љубљани одржана Шеста пленарна седница Централног комитета Савеза комуниста Словеније, на којој је извршена реорганизација Централног комитета и подела на Председништво и Извршни комитет, у складу са одлукама Петог пленума ЦК СКЈ. За председника ЦК СКС, уместо дотадашњег секретара Михе Маринка, изабран је Алберт Јакопич, док је за  председника Извршног комитета ЦК СКС изабран Франце Попит. У Председништво ЦК СКС изабрани су — Виктор Авбељ, Тилка Блаха, Јанез Витопник, Борис Зихерл, Марија Зупанчич, Стане Доланц, Иво Јанжековић, Владимир Кривиц, Франц Лескошек, Лев Модиц, Милан Осредкар, Тине Ремшкар, Јанко Рудолф, Јанко Смоле, Вида Томшич и Винко Хафнер, а у Извршни комитет ЦК СКС — Марко Булц, Миха Кошак, Стане Крањц, Тоне Кропушек, Андреј Маринц, Франчек Митрич, Руди Прегар и Митја Рибичич.[2][1]

### 20. октобар
- Председник СФРЈ Јосип Броз Тито отпутовао у посету Индији, где је боравио од 20. до 25. октобра. На путу за Индију, Тито је накратко боравио у Кијеву, где је имао сусрет са функционерима Украјинске ССР. Током боравка у Индији, од 21. до 24. октобра је учествовао на тројном састанку, на коме је са Индиром Ганди и Гамалом Абделом Насером анализирао политичку ситуацију у свету и даље јачање сарадње између Југославије, Индије и Уједињене Арапске Републике (Египат). Они су осудили страно мешање у унутрашње послове дугих земаља, као и све чешће прибегавање употреби силе и притиску од стране неких сила против новоослобођених и других земаља у развоју. За време посете, Тито је имао сусрете са председником Индије Сервапели Радакришнаном и председником Конгресне странке Индије.[3][14][15][16][17][18][19][20]
- У посети Краљевини Грчкој, на позив председника Министарског савета Стефанос Стефанопулос, боравио председник Савезног извршног већа (СИВ) Петар Стамболић. У току боравка вођени су политички разговори и разматрани односи између две земље, као и размењена гледишта о међународној ситуацији.[14]
- У посети Совјетском Савезу, на позив Врховног совјета СССР, боравила делегација Савезне скупштине, коју је предводио председник Скупштине Едвард Кардељ. У току боравка, делегација је водила разговоре са државним и политичким представницима Совјетског Савеза о међународним догађајима и проблемима који се тичу рада самих законодавних тела. Делегација је обишла више места у унутрашњости СССР и посетила многе радне колективе.[14]

### 25. октобар
- На повратку из Индије, председник СФРЈ Јосип Броз Тито посетио Ташкент, где је имао сусрет са функционерима Узбечке ССР — првим секретаром ЦК КП Узбекисатана, председником Президијума Врховног совјета Узбечке ССР и председник Савета министара Узбекистана. У току боравка Тито је посетио град, коју је пострадао у недавном земљотресу.[21][22][23]

### 26. октобар
- У посети Југославији, 26. и 27. октобра, на позив председника СФРЈ Јосипа Броза Тита, боравио етиопијски цар Хајле Селасије. Током боравка, он је са председником Титом водио разговоре током којих су размењена мишљења о актуелним међународним питањима и даљем унапређивању југословенско-етиопијске сарадње.[21][14][24][25]
- У Загребу одржан Шести пленум Централног комитета Савеза комуниста Хрватске на коме је извршена реорганизација Централног комитета и подела на Председништво и Извршни комитет, у складу са одлукама Петог пленума ЦК СКЈ. За председника ЦК СК Хрватске изабран је Владимир Бакарић, дотадашњи секретар ЦК СКХ, док је за секретара Извршног комитета ЦК СКХ изабран Мика Трипало. У Председништво ЦК СКХ изабрани су — Милутин Балтић, Јуре Билић, Мирко Божић, Чедо Грбић, Душан Драгосавац, Милан Зјалић, Стјепан Ивић, Борка Кораћ, Станко Куфпић, Милка Куфрин, Божо Новак, Нико Павлетић, Милка Планинц, Ђовани Радоси, Иван Рукавина, Тоде Ћурувија, Драго Харамија, Мирослав Цукон, Душан Чалић и Фрањо Шумига, а у Извршни комитет ЦК СКХ — Борис Бакрач, Казимир Јеловица, Анте Јосиповић, Дује Катић, Марко Копртла, Мирко Лацковић, Јелица Радојчевић и Ицо Симчић.[2][14]

### 31. октобар
- У Сплиту умро Шиме Подује (1905—1966) фудбалер и доктор права, члан прве генерације НК Хајдука и члан Фудбалске репрезентације Југославије, учесник Народноослободилачког рата, адвокат и судија Окружног привредног суда у Сплиту.